# داگ لافت
داگ لافت (انگلیسی: Doug Loft؛ زادهٔ ۲۵ دسامبر ۱۹۸۶) بازیکن فوتبال اهل بریتانیا است.
از باشگاه‌هایی که در آن بازی کرده‌است می‌توان به باشگاه فوتبال گیلینگام، باشگاه فوتبال داگنم و ردبریج، باشگاه فوتبال برایتون اند هوو آلبیون، باشگاه فوتبال هاستینگز یونایتد، و باشگاه فوتبال پورت ویل اشاره کرد.